# یو هو مین
این یک نام کره‌ای است؛ نام خانوادگی یو است.
یو هو مین (به کره‌ای: 여호민) (زادهٔ ۲۹ ژوئن ۱۹۷۸) بازیگر مرد اهل کره جنوبی است.
وی به خاطر بازی در سریال امپراتور دریا معروف شد و در سریال افسانه جومونگ در نقش ژنرال اویی به اوج محبوبیت رسید وی همچنین در سریال دونگ یی و اوک نیو بازی کرده‌است.

## فیلم‌شناسی

### سریال‌های تلویزیونی
| سال  | عنوان                  | نقش              |
| ---- | ---------------------- | ---------------- |
| ۲۰۱۴ | شفا دهنده              | کاراگاه          |
| ۲۰۱۴ | مثلث                   | گونگ سوچان       |
| ۲۰۱۳ | می‌توانم صدایت را بشنوم | پلیس             |
| ۲۰۱۱ | کیمیاگر                | هیون جینوو       |
| ۲۰۱۰ | دونگ یی                | اوه هو یانگ      |
| ۲۰۰۹ | آیریس                  | توریست کره شمالی |
| ۲۰۰۶ | افسانه جومونگ          | اویی             |
| ۲۰۰۴ | امپراتور دریا          | بکگیونگ          |

### فیلم سینمایی
- جنرال هاسپیتال ۲ (۲۰۰۸)
- تصویر یک زیبایی (۲۰۰۸)
- آن ایر (۲۰۰۸)
- در میان طوفان (۲۰۰۴)
- اشعه‌های آفتاب (۲۰۰۴)
- چیزی در بالی اتفاق افتاده (۲۰۰۴)
- شیری (۱۹۹۹)[۳]